# Берс ан От
Берс ан От (фр. Boeurs-en-Othe) насеље је и општина у источном делу централне Француске у региону Бургоња, у департману Јон која припада префектури Санс.
По подацима из 2011. године у општини је живело 331 становника, а густина насељености је износила 14,84 становника/km². Општина се простире на површини од 22,3 km². Налази се на средњој надморској висини од 195 метара (максималној 271 m, а минималној 170 m).

## Демографија
| 1962. | 1968. | 1975. | 1982. | 1990. | 1999. | 2011. |
| ----- | ----- | ----- | ----- | ----- | ----- | ----- |
| 238   | 298   | 231   | 212   | 241   | 293   | 331   |

График промене броја становника у току последњих година